# Championnats du monde de course en montagne 2013
Navigation
2012 2014
Les Championnats du monde de course en montagne 2013 sont une compétition de course en montagne qui s'est déroulée le 8 septembre 2013 à Krynica-Zdrój, voïvodie de Petite-Pologne en Pologne. Il s'agit de la vingt-neuvième édition de l'épreuve.

## Résultats
La course junior féminine a lieu sur un parcours de 4,6 km et 286 m de dénivelé. Participant à sa première compétition internationale, l'Américaine Mandy Ortiz dépasse toutes les attentes. Elle mène les débats et s'impose devant la championne 2011 Lea Einfalt. La Turque Tubay Erdal complète le podium,.
Le tracé de l'épreuve junior masculine mesure 9,1 km pour 561 m de dénivelé. Les Italiens, menés par Nekagenet Crippa, prennent les commandes de la course. Michele Vaia et Nadir Cavagna s'essouflent à mi-parcours et lâchent du terrain sur Nekagenet qui fonce vers le titre. Le champion d'Europe en titre Ramazan Karagöz en profite pour récupérer la deuxième place tandis que l'Autrichien Manuel Innerhofer surprend tout le monde en décrochant la médaille de bronze,.
La course féminine senior a lieu sur le même parcours que celui des juniors masculins. La Britannique Emma Clayton prend la première les commandes de la course, menant dans son sillage l'Irlandaise Sarah McCormack et la Turque Burcu Büyükbezgin. Dans le deuxième tour, cette dernière parvient à doubler Sarah mais les Italiennes Alice Gaggi et Elisa Desco, qui fait son retour sur la scène internationale après avoir purgé sa suspension pour dopage, remontent aux avant-postes. Emma tente de défendre sa position mais se fait déborder par Alice qui fonce décrocher le titre. Emma termine sur la deuxième marche du podium devant Elisa. Avec trois coureuses dans le top 10, l'Italie s'impose au classement par équipes devant le Royaume-Uni et l'Irlande qui remporte sa première médaille au classement par équipes,,.
La course masculine senior se déroule sur un parcours de 13,5 km et 838 m de dénivelé. Annoncé comme favori, l'Américain Max King endosse son rôle et mène la course, suivi par l'armada ougandaise et le seul Érythréen au départ, Azerya Teklay. Max est cependant victime d'une entorse à la cheville et doit jeter l'éponge. Les Ougandais, menés par Phillip Kiplimo, s'installent confortablement en tête. Phillip remporte le titre devant ses coéquipiers Geofrey Kusuro et Nathan Ayeko. Peter Kibet complète le tir groupé en terminant au pied du podium. L'Ouganda réalise un score parfait de 10 points au classement par équipes grâce à ses quatre coureurs aux quatre premières places. L'Italie et la Turquie complètent le podium,,.

### Seniors

#### Courses individuelles
| Rang               | Athlète            | Pays       | Temps       |
| ------------------ | ------------------ | ---------- | ----------- |
| Médaille d'or      | Phillip Kiplimo    | Ouganda    | 54 min 22 s |
| Médaille d'argent  | Geofrey Kusuro     | Ouganda    | 55 min 6 s  |
| Médaille de bronze | Nathan Ayeko       | Ouganda    | 55 min 19 s |
| 4                  | Peter Kibet        | Ouganda    | 55 min 27 s |
| 5                  | Bernard Dematteis  | Italie     | 55 min 44 s |
| 6                  | Juan Carlos Carera | Mexique    | 55 min 51 s |
| 7                  | Joseph Gray        | États-Unis | 56 min 25 s |
| 8                  | Ahmet Arslan       | Turquie    | 56 min 26 s |

| Rang               | Athlète              | Pays        | Temps       |
| ------------------ | -------------------- | ----------- | ----------- |
| Médaille d'or      | Alice Gaggi          | Italie      | 42 min 47 s |
| Médaille d'argent  | Emma Clayton         | Royaume-Uni | 43 min 12 s |
| Médaille de bronze | Elisa Desco          | Italie      | 43 min 32 s |
| 4                  | Mateja Kosovelj      | Slovénie    | 43 min 51 s |
| 5                  | Maude Mathys         | Suisse      | 44 min 13 s |
| 6                  | Sarah McCormack      | Irlande     | 44 min 23 s |
| 7                  | Antonella Confortola | Italie      | 44 min 32 s |
| 8                  | Sarah Tunstall       | Royaume-Uni | 44 min 40 s |

#### Courses par équipes
| Rang               | Pays | Points |
| ------------------ | --- | ------ |
| Médaille d'or      | Ouganda Phillip Kiplimo (1er) Geofrey Kusuro (2e) Nathan Ayeko (3e) Peter Kibet (4e)                                                     | 10     |
| Médaille d'argent  | Italie Bernard Dematteis (5e) Martin Dematteis (10e) Alex Baldaccini (11e) Gabriele Abate (14e) Luca Cagnati (17e) Xavier Chevrier (22e) | 40     |
| Médaille de bronze | Turquie Ahmet Arslan (8e) Mehmet Akkoyun (15e) Deniz Kazan (18e) Yavuz Ağralı (41e) Emrah Akalın (59e)                                   | 82     |

| Rang               | Pays                                                                                       | Points |
| ------------------ | ------------------------------------------------------------------------------------------ | ------ |
| Médaille d'or      | Italie Alice Gaggi (1re) Elisa Desco (3e) Antonella Confortola (7e) Samantha Galassi (15e) | 11     |
| Médaille d'argent  | Royaume-Uni Emma Clayton (2e) Sarah Tunstall (8e) Mary Wilkinson (12e) Katie Walshaw (16e) | 22     |
| Médaille de bronze | Irlande Sarah McCormack (6e) Kate Cronin (18e) Sarah Mulligan (27e) Sharon Trimble (52e)   | 51     |

### Juniors

#### Courses individuelles
| Rang               | Athlète           | Pays     | Temps       |
| ------------------ | ----------------- | -------- | ----------- |
| Médaille d'or      | Nekagenet Crippa  | Italie   | 38 min 58 s |
| Médaille d'argent  | Ramazan Karagöz   | Turquie  | 39 min 13 s |
| Médaille de bronze | Manuel Innerhofer | Autriche | 39 min 44 s |

| Rang               | Athlète     | Pays       | Temps       |
| ------------------ | ----------- | ---------- | ----------- |
| Médaille d'or      | Mandy Ortiz | États-Unis | 22 min 56 s |
| Médaille d'argent  | Lea Einfalt | Slovénie   | 23 min 7 s  |
| Médaille de bronze | Tubay Erdal | Turquie    | 23 min 21 s |

#### Courses par équipes
| Rang               | Pays                                                                                            | Points |
| ------------------ | ----------------------------------------------------------------------------------------------- | ------ |
| Médaille d'or      | République tchèque Dominik Sádlo (4e) Tomáš Lichý (5e) Josef Havlíček (16e) Dominik Kubec (24e) | 25     |
| Médaille d'argent  | Italie Nekagenet Crippa (1er) Michele Vaia (10e) Nadir Cavagna (18e) Gianpaolo Crotti (29e)     | 29     |
| Médaille de bronze | Royaume-Uni Brad Traviss (6e) Maximilian Nicholls (12e) Nathan Jones (14e) Max Wharton (15e)    | 32     |

| Rang               | Pays                                                                     | Points |
| ------------------ | ------------------------------------------------------------------------ | ------ |
| Médaille d'or      | Royaume-Uni Annabel Mason (4e) Georgia Malir (6e) Catriona Graves (6e)   | 9      |
| Médaille d'argent  | États-Unis Mandy Ortiz (1re) Tabor Scholl (16e) Emma Abrahamson (21e)    | 17     |
| Médaille de bronze | Russie Ekaterina Ivonina (7e) Olga Sharpova (12e) Kristina Boïkova (14e) | 19     |